# Хенријета од Клева
Хенријета де Ла Марк (Шапел д'Анжијон, 31. октобар 1542 — Париз, 24. јун 1601), позната и као Хенријета од Клева, била је француска племкиња и дворјанка. Била је четврта војвоткиња од Невера, суо јуре грофица од Ретела и принцеза од Мантове у браку са војоводом Лујем I од Гонзага-Невера. Веома талентована земљопоседница, била је један од главних кредитора Француске до своје смрти.

## Младост
Хенријета је рођена у Ла Шапеле-д'Анжилон, у департману Шер, Француска, 31. октобра 1542. године. Била је најстарија ћерка и друго дете Франца I од Клева, првог војводе од Невера, грофа од Ретела, и његове супруге, Маргарите од Бурбон-Ла Марка. Дофен Анри (будући краљ Француске Анри II) био јој је кум на крштењу. Имала је много браће и сестара, укључујући своју браћу Франсоу и Џејмса, наследнике њеног оца као владаре Невера и Ретела, Анрија (који је умро млад), Катарина и Марија.
Војвоткиња Хенријета је убрзо добила службу на двору као дворска дама краљице Катарине де Медичи. Постала је лични пријатељ и повереник принцезе Маргарете Валоа. Дана 4. марта 1565. године, 22-годишња војвоткиња Хенријета се удала за Луја I Гонзагу, принца од Мантове у Мулену, војводство Бурбон.

## Војвоткиња од Невера и Ретела
Након што је њен најстарији брат Франц умро 1562. године и брат Џејмс 1564. године, не оставивши наследнике, војвоткиња Хенријета је постала суо јуре 4. војвоткиња од Невера и грофица од Ретела. Остала је са огромним дуговима од свог покојног оца и браће, али је добро управљала својом земљом и довела финансијску ситуацију у ред. Њен профит је био толики да је на крају постала један од главних кредитора Француске нестабилне државе током верских ратова.
Војвоткиња Хенријета је умрла у Хотелу де Невер у Паризу, 24. јуна 1601. године, у 58. години. Сахрањена је у катедрали у Неверу поред свог мужа, који је умро 1595. године.

## Деца
- Војвоткиња Хенријета и њен муж војвода Луј I Гонзага.Катарина од Невера (21. јануар 1568 - 1. децембар 1629): удата за Анрија I, војводу од Лонгвила,[1] имали су једног сина, Анрија ii Орлеанског, војводу од Лонгвила.
- Марија Хенријета (3. септембар 1571 - 3. август 1601): удата за Aнрија од Лорене, војводу од Мајена.[1]
- Фридрих (11. март 1573 - 22. април 1574): Умро је у детињству.
- Франсоа (17. септембар 1576 - 13. јун 1580): Умро у детињству.
- Чарлс (6. мај 1580 - 20. септембар 1637): Наследио је своје родитеље као војвода од Невера, Ретела, Мантове и Монферата. Ожењен Катарином Мајен,[1] ћерком војводе Шарла од Лорене, војводе од Мајена и Хенријете Савојске, маркизе од Виљара, са којом је имао шесторо деце, укључујући Чарлса II Гонзагу и Ану Гонзагу.

## Гласине
Причало се да се војвоткиња Хенријета заљубила у Анибала де Коконаса, пијемонтског авантуристу који је обезглављен 1574. године, заједно са Жозефом Бонифацијем де Ла Молом, због учешћа у завери против краља Шарла IX коју је подржао војвода Франсоа од Аленсона. Наводно су се она и Маргарета (сада краљица Наваре) пробудиле усред ноћи, скинуле главе које су биле изложене јавности, балзамовале их и сахраниле у освећену земљу.

## У фикцији
- Хенријета од Клева је лик у књизи Краљица Марго Александра Диме.
- Хенријета од Клева, коју игра Доминик Блан, има важну улогу у филму Краљица Марго.